# Dancing with the Stars (seizoen 1)
Het eerste seizoen van het Nederlandse televisieprogramma Dancing with the Stars begon op 20 augustus 2005 op RTL 4. Acht bekende Nederlanders werden gekoppeld aan acht professionele dansers. Ron Brandsteder en Sylvana Simons waren de presentatoren van dit seizoen. Marcel Bake, Monique van Opstal, Cor van de Stroet en Jan Postulart zaten in de jury. De koppels werden tijdens de routines begeleid door het orkest van Koos Mark.
In totaal telde de show negen afleveringen, waarvan acht reguliere dansshows. Tussen de halve finale en de finale was er een speciale aflevering, waarin de twee finalisten op de afgelopen zeven weken terugblikten. Jim Bakkum en Julie Fryer wonnen op 15 oktober 2005 door publieksstemmen de finale, ondanks dat tegenstanders Irene van de Laar en Marcus van Teijlingen betere cijfers van de jury kregen.

## Koppels
| Kandiaat            | Beroep                | Professionele partner | Resultaat                          |
| ------------------- | --------------------- | --------------------- | ---------------------------------- |
| Ans Markus          | Kunstschilder         | Peter Bosveld         | 1e Weggestemd op 27 augustus 2005  |
| Rudolph van Veen    | Meesterkok            | Roemjana de Haan      | 2e Weggestemd op 3 september 2005  |
| Inge Ipenburg       | Actrice               | Koen Brouwers         | 3e Weggestemd op 10 september 2005 |
| Koert-Jan de Bruijn | Acteur                | Charissa van Dipte    | 4e Weggestemd op 17 september 2005 |
| Joris Lutz          | Acteur en presentator | Euvgenia Parakhina    | 5e Weggestemd op 24 september 2005 |
| Inge de Bruijn      | Olympisch zwemster    | Remco Bastiaansen     | Derde op 1 oktober 2005            |
| Irene van de Laar   | Presentatrice         | Marcus van Teijlingen | Runners-Up op 15 oktober 2005      |
| Jim Bakkum          | Zanger                | Julie Fryer           | Winnaars op 15 oktober 2005        |

## Scoring chart
| Koppel               | Plaats | 1  | 2  | 1+2 | 3  | 4  | 5  | 6        | 7        | 8            |
| -------------------- | ------ | -- | -- | --- | -- | -- | -- | -------- | -------- | ------------ |
| Jim & Julie          | 1      | 29 | 30 | 59  | 36 | 26 | 36 | 28+35=63 | 29+36=65 | 32+36+37=105 |
| Irene & Marcus       | 2      | 24 | 31 | 55  | 31 | 35 | 33 | 33+38=71 | 34+37=71 | 33+37+39=109 |
| Inge & Remco         | 3      | 32 | 31 | 63  | 35 | 29 | 31 | 30+34=64 | 38+30=68 |              |
| Joris & Euvgenia     | 4      | 25 | 19 | 44  | 24 | 32 | 27 | 21+25=46 |          |              |
| Koert-Jan & Charissa | 5      | 21 | 31 | 52  | 26 | 34 | 28 |          |          |              |
| Inge & Koen          | 6      | 23 | 32 | 55  | 27 | 26 |    |          |          |              |
| Rudolph & Roemjana   | 7      | 27 | 25 | 52  | 28 |    |    |          |          |              |
| Ans & Peter          | 8      | 27 | 26 | 53  |    |    |    |          |          |              |

Rode cijfers geeft de laagste score aan van elke week.
Groene numbers geeft de hoogste score aan van elke week.
 geeft aan welk koppel elk week is weggestemd.
 geeft het winnende koppel aan.
 geeft de tweede plek koppel aan.
 geeft de derde plek koppel aan.

### Gemiddelden
Deze tabel geeft het gemiddelde weer op de schaal van 40 punten. De Weense Wals uit week 5 is niet meegerekend, omdat de koppels hiervoor geen cijfer kregen.
| Plek bij gem. | Resultaat | Koppel               | Totaal aantal punten | Aantal dansen | Gemiddelde |
| ------------- | --------- | -------------------- | -------------------- | ------------- | ---------- |
| 1             | 2         | Irene & Marcus       | 405                  | 12            | 33.8       |
| 2             | 1         | Jim & Julie          | 390                  | 12            | 32.5       |
| 3             | 3         | Inge & Remco         | 290                  | 9             | 32.2       |
| 4             | 5         | Koert-Jan & Charissa | 140                  | 5             | 28.0       |
| 5             | 6         | Inge & Koen          | 108                  | 4             | 27.0       |
| 6             | 7         | Rudolph & Roemjana   | 80                   | 3             | 26.7       |
| 7             | 8         | Ans & Peter          | 53                   | 2             | 26.5       |
| 8             | 4         | Joris & Euvgenia     | 173                  | 7             | 24.7       |

## Hoogste en laagste routines

### Hoogst en laagst scorende routines
| Dans         | Beste danser(s)   | Hoogste score | Slechtste danser(s)            | Laagste score |
| ------------ | ----------------- | ------------- | ------------------------------ | ------------- |
| Chachacha    | Jim Bakkum        | 29            | Irene van de Laar Joris Lutz   | 24            |
| Engelse Wals | Irene van de Laar | 34            | Joris Lutz Koert-Jan de Bruijn | 21            |
| Quickstep    | Irene van de Laar | 33            | Joris Lutz                     | 19            |
| Rumba        | Irene van de Laar | 37            | Joris Lutz                     | 25            |
| Jive         | Inge de Bruijn    | 38            | Joris Lutz                     | 24            |
| Tango        | Inge de Bruijn    | 35            | Koert-Jan de Bruijn            | 26            |
| Paso doble   | Irene van de Laar | 37            | Inge de Bruijn                 | 29            |
| Slowfox      | Irene van de Laar | 35            | Jim Bakkum Inge Ipenburg       | 26            |
| Samba        | Jim Bakkum        | 36            | Joris Lutz                     | 27            |
| Freestyle    | Irene van de Laar | 39            | Jim Bakkum                     | 37            |

### Koppels hoogst en laagst scorende routines
| Koppels              | Hoogst scorende routine | Laagst scorende routine |
| -------------------- | ----------------------- | ----------------------- |
| Jim & Julie          | Freestyle (37)          | Slowfox (26)            |
| Irene & Marcus       | Freestyle (39)          | Chachacha (24)          |
| Inge & Remco         | Rumba (38)              | Paso doble (29)         |
| Joris & Euvgenia     | Paso doble (32)         | Quickstep (19)          |
| Koert-Jan & Charissa | Paso doble (34)         | Engelse Wals (21)       |
| Inge & Koen          | Rumba (32)              | Engelse Wals (23)       |
| Rudolph & Roemjana   | Jive (28)               | Quickstep (25)          |
| Ans & Peter          | Engelse Wals (27)       | Rumba (26)              |

## Afleveringen

### Week 1
De Individuele jury scores staan in volgorde van links naar rechts: Marcel Bake, Monique van Opstal, Cor van de Stroet, Jan Postulart.
| Koppel               | Score        | Dans         | Muziek                                    |
| -------------------- | ------------ | ------------ | ----------------------------------------- |
| Irene & Marcus       | 24 (6,5,6,7) | Chachacha    | "She's A Lady"—Tom Jones                  |
| Koert-Jan & Charissa | 21 (5,6,5,5) | Engelse Wals | "Unchained Melody"—The Righteous Brothers |
| Rudolph & Roemjana   | 27 (7,7,7,6) | Chachacha    | "Let's Get Loud"—Jennifer Lopez           |
| Ans & Peter          | 27 (7,7,6,7) | Engelse Wals | "Three Times a Lady"—The Commodores       |
| Joris & Euvgenia     | 25 (7,7,6,5) | Chachacha    | "Pata Pata"—Mirjam Makeba                 |
| Inge & Koen          | 23 (6,6,5,6) | Engelse Wals | "I Wonder Why"—Curtis Stigers             |
| Jim & Julie          | 29 (7,8,7,7) | Chachacha    | "Oye Como Va"—Santana                     |
| Inge & Remco         | 32 (8,8,8,8) | Engelse Wals | "If I Ain't Got You"—Alicia Keys          |

### Week 2
| Koppel               | Score        | Dans      | Muziek                                                | Resultaat    |
| -------------------- | ------------ | --------- | ----------------------------------------------------- | ------------ |
| Rudolph & Roemjana   | 25 (6,6,7,6) | Quickstep | "Walking On Sunshine"—Katrina & the Waves             | Veilig       |
| Ans & Peter          | 26 (6,6,7,7) | Rumba     | "My Heart Will Go On"—Céline Dion                     | Geëlimineerd |
| Joris & Euvgenia     | 19 (5,5,4,5) | Quickstep | "Everybody Needs Somebody to Love"—The Blues Brothers | Veilig       |
| Inge & Remco         | 31 (7,7,8,9) | Rumba     | "We've Got Tonight"—Kenny Rogers                      | Veilig       |
| Jim & Julie          | 30 (9,8,6,7) | Quickstep | "Sing Sing Sing"—Benny Goodman                        | Veilig       |
| Inge & Koen          | 32 (8,8,7,9) | Rumba     | "You're Still the One"—Shania Twain                   | Veilig       |
| Irene & Marcus       | 31 (8,7,8,8) | Quickstep | "The Lady Is A Tramp"—Frank Sinatra                   | Veilig       |
| Koert-Jan & Charissa | 31 (8,8,8,7) | Rumba     | "Hero"—Enrique Iglesias                               | Veilig       |

### Week 3
| Koppel               | Score        | Dans  | Muziek                                | Resultaat    |
| -------------------- | ------------ | ----- | ------------------------------------- | ------------ |
| Joris & Euvgenia     | 24 (6,6,6,6) | Jive  | "Wake Me Up Before You Go Go"—Wham!   | Veilig       |
| Inge & Koen          | 27 (7,6,7,7) | Tango | "Carmen"—Malando                      | Veilig       |
| Irene & Marcus       | 31 (8,7,8,8) | Jive  | "Great Balls of Fire"—Jerry Lee Lewis | Veilig       |
| Koert-Jan & Charissa | 26 (6,7,6,7) | Tango | "Objection (Tango)"—Shakira           | Veilig       |
| Rudolph & Roemjana   | 28 (7,7,7,7) | Jive  | "Proud Mary"—Ike & Tina Turner        | Geëlimineerd |
| Inge & Remco         | 35 (9,9,8,9) | Tango | "Roxanne"—The Police                  | Veilig       |
| Jim & Julie          | 36 (9,9,9,9) | Jive  | "Hanky Panky"—Madonna                 | Veilig       |

### Week 4
| Koppel               | Score        | Dans         | Muziek                                 | Resultaat    |
| -------------------- | ------------ | ------------ | -------------------------------------- | ------------ |
| Inge & Remco         | 29 (7,7,7,8) | Paso doble   | "El Gato Montez"—Manuel Penella Moreno | Veilig       |
| Inge & Koen          | 26 (7,7,6,6) | Slow foxtrot | "Carmen"—Malando                       | Geëlimineerd |
| Joris & Euvgenia     | 32 (8,8,8,8) | Paso doble   | "España cañí"—Pascual Marquina Narro   | Veilig       |
| Jim & Julie          | 26 (6,7,6,7) | Slow foxtrot | "Objection (Tango)"—Shakira            | Veilig       |
| Koert-Jan & Charissa | 34 (9,9,7,9) | Paso doble   | "Bolero"—Rafaël                        | Veilig       |
| Irene & Marcus       | 35 (9,9,8,9) | Slow foxtrot | "Roxanne"—The Police                   | Veilig       |

### Week 5
| Koppel                                                                        | Score        | Dans        | Muziek                             | Resultaat                        |
| ----------------------------------------------------------------------------- | ------------ | ----------- | ---------------------------------- | -------------------------------- |
| Koert-Jan & Charissa                                                          | 28 (7,7,7,7) | Samba       | "It's Not Unusual"—Tom Jones       | Geëlimineerd                     |
| Irene & Marcus                                                                | 33 (8,8,8,9) | Samba       | "Bamboléo"—Gipsy Kings             | Veilig                           |
| Inge & Remco                                                                  | 31 (8,8,7,8) | Samba       | "Livin' La Vida Loca"—Ricky Martin | Veilig                           |
| Joris & Euvgenia                                                              | 27 (7,7,7,6) | Samba       | "Whenever, Wherever"—Shakira       | Veilig                           |
| Jim & Julie                                                                   | 36 (9,9,9,9) | Samba       | "Mas Que Nada"—Sérgio Mendes       | Veilig                           |
| Koert-Jan & Charissa Irene & Marcus Inge & Remco Joris & Euvgenia Jim & Julie | n/a          | Weense Wals | "The Blue Danube"—Johann Strauss   | "The Blue Danube"—Johann Strauss |

### Week 6
| Koppel           | Score          | Dans         | Muziek                                     | Resultaat    |
| ---------------- | -------------- | ------------ | ------------------------------------------ | ------------ |
| Jim & Julie      | 28 (7,7,7,7)   | Engelse Wals | "Come Away With Me"—Norah Jones            | Veilig       |
| Jim & Julie      | 35 (9,9,8,9)   | Paso doble   | "Sway (Mucho Mambo)"—Shaft                 | Veilig       |
| Irene & Marcus   | 33 (9,8,6,9)   | Tango        | "Olé Guapa"—Malando                        | Veilig       |
| Irene & Marcus   | 38 (10,9,9,10) | Rumba        | "Angels"—Robbie Williams                   | Veilig       |
| Inge & Remco     | 30 (8,8,6,8)   | Slowfox      | "I've Got You Under My Skin"—Frank Sinatra | Veilig       |
| Inge & Remco     | 34 (8,9,8,9)   | Chachacha    | "Chain Of Fools"—Aretha Franklin           | Veilig       |
| Joris & Euvgenia | 21 (5,6,5,5)   | Engelse Wals | "If You Don't Know Me By Now"—Simply Red   | Geëlimineerd |
| Joris & Euvgenia | 25 (7,6,7,5)   | Rumba        | "Ain't No Sunshine"—Will Young             | Geëlimineerd |

### Week 7: Halve finale
| Koppel         | Score           | Dans         | Muziek                                  | Resultaat |
| -------------- | --------------- | ------------ | --------------------------------------- | --------- |
| Irene & Marcus | 34 (9,8,8,9)    | Engelse Wals | "Natural Woman"—Aretha Franklin         | Veilig    |
| Irene & Marcus | 37 (9,9,9,10)   | Paso doble   | "Onbekend"                              | Veilig    |
| Jim & Julie    | 29 (7,8,7,7)    | Tango        | "Cell Block Tango"—uit Chicago          | Veilig    |
| Jim & Julie    | 36 (9,9,10,8)   | Rumba        | "Wonderful Live"—Black                  | Veilig    |
| Inge & Remco   | 38 (10,10,8,10) | Quickstep    | "It Don't Mean A Thing"—Ella Fitzgerald | Derde     |
| Inge & Remco   | 30 (7,8,7,8)    | Jive         | "Bad, Bad Leroy Brown"—Jim Croce        | Derde     |

### Week 8: Best-Off
In de 8e aflevering werd er niet gedanst, maar teruggeblikt op de afgelopen 7 shows. Ook werd er vooruitgekeken op de finale en de voorbereidingen van beide finale koppels.

### Week 9: Finale
| Koppel         | Score           | Dans      | Muziek     | Resultaat  |
| -------------- | --------------- | --------- | ---------- | ---------- |
| Jim & Julie    | 32 (8,8,8,8)    | Quickstep | "Onbekend" | Winnaars   |
| Jim & Julie    | 36 (9,9,9,9)    | Samba     | "Onbekend" | Winnaars   |
| Jim & Julie    | 37 (9,10,9,9)   | Freestyle | "Onbekend" | Winnaars   |
| Irene & Marcus | 33 (8,8,8,9)    | Quickstep | "Onbekend" | Runners-Up |
| Irene & Marcus | 37 (10,9,8,10)  | Rumba     | "Onbekend" | Runners-Up |
| Irene & Marcus | 39 (10,10,9,10) | Freestyle | "Onbekend" | Runners-Up |

## Dance chart
De kandidaten moesten elke week een van de volgende routines dansen:
- Week 1: Chachacha of Engelse Wals
- Week 2: Rumba of Quickstep
- Week 3: Jive of Tango
- Week 4: Paso doble of Slowfox
- Week 5: Samba
- Week 6: Twee ongeleerde dansen
- Week 7: Twee ongeleerde dansen
- Week 8: Quickstep, Jury´s keuze & Freestyle

| Koppel               | Week 1       | Week 2    | Week 3 | Week 4     | Week 5 | Week 5      | Week 6       | Week 6     | Week 7       | Week 7     | Week 8    | Week 8 | Week 8       |
| -------------------- | ------------ | --------- | ------ | ---------- | ------ | ----------- | ------------ | ---------- | ------------ | ---------- | --------- | ------ | ------------ |
| Jim & Julie          | Chachacha    | Quickstep | Jive   | Slowfox    | Samba  | Weense Wals | Engelse Wals | Paso doble | Rumba        | Tango      | Quickstep | Samba  | Freestyle    |
| Irene & Marcus       | Chachacha    | Quickstep | Jive   | Slowfox    | Samba  | Weense Wals | Tango        | Rumba      | Engelse Wals | Paso doble | Quickstep | Rumba  | Freestyle    |
| Inge & Remco         | Engelse Wals | Rumba     | Tango  | Paso doble | Samba  | Weense Wals | Slowfox      | Chachacha  | Jive         | Quickstep  |           |        | Rumba        |
| Joris & Euvgenia     | Chachacha    | Quickstep | Jive   | Paso doble | Samba  | Weense Wals | Engelse Wals | Rumba      |              |            |           |        | Rumba        |
| Koert-Jan & Charissa | Engelse Wals | Rumba     | Tango  | Paso doble | Samba  | Weense Wals |              |            |              |            |           |        | Paso doble   |
| Inge & Koen          | Engelse Wals | Rumba     | Tango  | Slowfox    |        |             |              |            |              |            |           |        | Rumba        |
| Rudolph & Roemjana   | Chachacha    | Quickstep | Jive   |            |        |             |              |            |              |            |           |        | Chachacha    |
| Ans & Peter          | Engelse Wals | Rumba     |        |            |        |             |              |            |              |            |           |        | Engelse Wals |

 Hoogst scorende routine
 Laagst scorende routine
 Gedanst, maar niet beoordeeld

## Kijkcijfers
| Show | Aflevering       | Datum             | Kijkers   | Bron  |
| ---- | ---------------- | ----------------- | --------- | ----- |
| 1    | "Top 8 (Week 1)" | 20 augustus 2005  | 1.400.000 | [ 2 ] |
| 2    | "Top 8 (Week 2)" | 27 augustus 2005  |           |       |
| 3    | "Top 7"          | 3 september 2005  |           |       |
| 4    | "Top 6"          | 10 september 2005 |           |       |
| 5    | "Top 5"          | 17 september 2005 |           |       |
| 6    | "Top 4"          | 24 september 2005 |           |       |
| 7    | "Top 3"          | 1 oktober 2005    | 1.835.000 | [ 2 ] |
| 8    | "Best-Off"       | 8 oktober 2005    |           |       |
| 9    | "Finale"         | 15 oktober 2005   | 2.688.000 | [ 1 ] |